# Cody Barton
Cody Barton (Salt Lake City, 13 novembre 1996) è un giocatore di football americano statunitense che milita nel ruolo di linebacker per i Tennessee Titans della National Football League (NFL).

## Carriera

### Seattle Seahawks
Blair fu scelto nel corso del terzo giro (88º assoluto) del Draft NFL 2019 dai Seattle Seahawks. Debuttò come professionista subentrando nella vittoria interna del primo turno sui Cincinnati Bengals senza fare registrare alcuna statistica. La sua stagione da rookie si chiuse con 23 tackle e un passaggio deviato disputando tutte le 16 partite, di cui 2 come titolare.
Nel quinto turno della stagione 2020 Barton guidò i Seahawks con 14 tackle nella vittoria sui Minnesota Vikings.
Nella settimana 1 della stagione 2022 Barton mise a referto 10 tackle e un sack nella vittoria sui favoriti Denver Broncos. Nel decimo turno fece registrare il suo primo intercetto in carriera ai danni di Tom Brady dei Tampa Bay Buccaneers, in una sfida in cui terminò anche con 9 tackle e un passaggio deviato. Il secondo intercetto giunse nella settimana 13 ai danni di John Wolford, nella vittoria sui Los Angeles Rams. La sua annata si chiuse con i nuovi primati personali in placcaggi (136), sack (2) e intercetti (2).

### Washington Commanders
Il 13 marzo 2023 Barton firmò un contratto di un anno con i Washington Commanders.

### Denver Broncos
Il 18 marzo 2024 Barton firmò un contratto di un anno del valore di 3,5 milioni di dollari con i Denver Broncos. Nel settimo turno fu premiato come miglior difensore della AFC della settimana dopo avere fatto registrare 8 placcaggi, un sack, un passaggio deviato, un fumble forzato e uno recuperato che ritornò per 52 yard nel primo touchdown in carriera.

### Tennessee Titans
Il 10 marzo 2025 Barton firmò con i Tennessee Titans.

## Palmarès
- Difensore della AFC della settimana: 1

7ª del 2024

## Famiglia
Il fratello maggiore di Barton, Jackson, gioca come offensive tackle nella NFL essendo stato scelto anch'egli nel draft 2019 dagli Indianapolis Colts e sua sorella Danielle è una giocatrice professionistica di pallavolo e membro della nazionale statunitense.